# Landdag (Duitsland)
Landdag (Duits: Landtag) is een term waarmee de parlementen van de deelstaten (Länder) van de Bondsrepubliek Duitsland over het algemeen worden aangeduid. De naam Landdag is voor de 13 van de 16 deelstaten in gebruik. Een uitzondering vormen de drie stadstaten: in Berlijn heeft het parlement de naam Huis van Afgevaardigden (Abgeordnetenhaus), in Hamburg en Bremen wordt de naam Burgerschap (Bürgerschaft) gebruikt.
Artikel 28 van de federale grondwet schrijft voor dat iedere deelstaat dient te zorgen voor een volksvertegenwoordiging die wordt verkozen middels algemene, directe, vrije, gelijke en geheime verkiezingen. De Landdagen in Duitsland worden om de vijf jaar gekozen, met uitzondering van de Bürgerschaft van Bremen, die om de vier jaar verkiezingen houdt. De hoofdtaken van de Landdag zijn de installatie en de controle van de deelstaatregering, de wetgeving en het bepalen en goedkeuren van de deelstaatbegroting.

## Overzicht
| Deelstaat                 | Parlement                             | Parlementszetel                 | Zetelaantal |
| ------------------------- | ------------------------------------- | ------------------------------- | ----------- |
| Baden-Württemberg         | Landdag van Baden-Württemberg         | Haus des Landtags, Stuttgart    | 154         |
| Beieren                   | Beierse Landdag                       | Maximilianeum, München          | 205         |
| Berlijn                   | Huis van Afgevaardigden van Berlijn   | Pruisische Landdag, Berlijn     | 147         |
| Brandenburg               | Landdag van Brandenburg               | Potsdamer Stadtschloss, Potsdam | 88          |
| Bremen                    | Bremense Burgerschap                  | Haus der Bürgerschaft, Bremen   | 84          |
| Hamburg                   | Hamburgse Burgerschap                 | Hamburger Rathaus, Hamburg      | 123         |
| Hessen                    | Hessische Landdag                     | Stadtschloss, Wiesbaden         | 137         |
| Mecklenburg-Voor-Pommeren | Landdag van Mecklenburg-Voor-Pommeren | Paleis van Schwerin, Schwerin   | 79          |
| Nedersaksen               | Landdag van Nedersaksen               | Leineschloss, Hannover          | 137         |
| Noordrijn-Westfalen       | Landdag van Noordrijn-Westfalen       | Landtagsgebäude, Düsseldorf     | 199         |
| Rijnland-Palts            | Landdag van Rijnland-Palts            | Deutschhaus, Mainz              | 101         |
| Saarland                  | Landdag van Saarland                  | Landtagsgebäude, Saarbrücken    | 51          |
| Saksen                    | Saksische Landdag                     | Landtagsgebäude, Dresden        | 119         |
| Saksen-Anhalt             | Landdag van Saksen-Anhalt             | Landtagsgebäude, Maagdenburg    | 97          |
| Sleeswijk-Holstein        | Landdag van Sleeswijk-Holstein        | Landeshaus, Kiel                | 73          |
| Thüringen                 | Thüringer Landdag                     | Landtagsgebäude, Erfurt         | 90          |

Landdag van Baden-Württemberg · Beierse Landdag · Huis van Afgevaardigden van Berlijn · Landdag van Brandenburg · Bremense Bürgerschaft · Hamburgse Bürgerschaft · Hessische Landdag · Landdag van Mecklenburg-Voor-Pommeren · Landdag van Nedersaksen · Landdag van Noordrijn-Westfalen · Landdag van Rijnland-Palts · Landdag van het Saarland · Saksische Landdag · Landdag van Saksen-Anhalt · Landdag van Sleeswijk-Holstein · Thüringer Landdag